# Sande Stojčevski
Sande Stojčevski, makedonski književnik, * 16. september 1948, Studena bara, Makedonija. 
Ukvarja se z več zvrstmi književnosti, kot so pesništvo, esejistika, književna kritika, polemika, novinarstvo, prevajalstvo in založništvo. 

## Življenjepis
Stojčevski je že zelo zgodaj pokazal svoje nagnjenje do pisanja in je že v osnovni šoli pričel pisati za šolski časopis. Nekaj let je obiskoval tudi gimnazijo v Celju. Prve pesmi je objavil konec šestdesetih let, leta 1972 je napisal pesniško zbirko z naslovom Kralj labodov (Kralot na lebedite), za to zbirko je dobil makedonsko nagrado za književnost Koča Racin. Ta nagrada je pomenila, da se je Stojčevski uvrstil v četrto generacijo makedonskih književnikov, skupaj z Katico Čulakovo, Blagojem Risteskim, Trajčevom Krsteskim, Aldom Klimanom in Vasom Mančevom, ki so prinesli v makedonsko književnost inovativne pesniške, prozne, intelektualne in kritično-teoretske novosti. Napisal je sredi sedemdesetih let prvo pesem v kumanovskem dialektu (pesem Utjeha), kar je odprlo nove možnosti pisanja v makedonskem jeziku, katere sta izkoristila tudi Liljana Čalovska in Risto Jačev.

## Dela
- Pesniška dela:
Kralj labodov- (Kralot na labedite)- Skopje 1972,
Svetilke v megli- (Feneri niz maglata)- Skopje 1977,
Zlata veja- (Zlatna grana)- Skopje 1980,
Večerna- Skopje 1985,
Abor gora- Skopje 1987, - Rijeka 1987,
Lov na blisk- (Lov na blesok)- Skopje 1990,
Zaliv pred jasnim- (Zaliv pred jasnoto)- Skopje 1990,
Kuboa- Skopje 1993,
Jesen v vesolju- (Esen v vselenata)- pesmi za otroke- Skopje 1991,
Kraljica z naslovnice- (Kralicata od koricata)- pesmi za otroke- Skopje 1994,
Skald- Skopje 1995,
Vrh- Prilep 1996,
Ravni čas- (Ramno vreme)- Makedonski radio- kasete 1996,
(Z)aum- Skopje 1999,
Čebelnjak- (Trmka)- Skopje 2001,
Krhka je preja svet- (Sipkata prega e svet)- Skopje 2002,
Glavnja- (Glamja)- izbor pesmi- Skopje 1989,
Velika črka- (Golema bukva)- izbor pesmi- Skopje 1994,
Jagorida- izbrane pesmi- Skopje 1998,

- Eseji in književne kritike:
Razburjenje jedra- (Vozbudata na jedroto)- hermeneutični esej- Prilep 1982,
Velika pobuda- (Golemata pobuda) - Skopje 1994,
Radost čitanja- (Radosta od čitanjeto)- eseji- Skopje 1991,
Obilje praznine- (Izobilstvo na prazninata)- književne kritike- Skopje 1993,
Pohvala razgovoru- (Pofalba na razgovorot)- eseji in književni pogovori- Skopje 1994,
Strah od tišine- (Strav od tišinata)- književna kritika- Skopje 1995,
Popolnost ali popolnost- (Soveršenstvo ili soveršenstvo)- pesniški eseji- Skopje 1997,
Velika lirska pesem- (Velikata lirska pesna)- eseji- Skopje 1999,
Obleganje zagonetke- (Opsada na zagatkata)- književne kritike- Skopje 2002,

- Prevodi v tuje jezike:
Abor gora- v hrvaščino- Reka 1987,
Poezia despot- v romunščino- Bukarešta 1993,
A gate in the Cloud- (Vrata v oblaku)- v angleščino- Skopje 1993,
Sözün özü- (Magija besed)- v turščino- Istanbul 1995,
Mateno- (Jutro)- v esperanto, pesmi- 1995,

## Nagrade
- Nagrada Kočo Racin leta 1972,
- Nagrada Grigor Prličev leta 1998,
- Nagrada Dimitar Mitrev leta 1999,

## Vir
- Makedonska književnost. Školska knjiga Zagreb, 1988

1. 1 2  data.bnf.fr: platforma za odprte podatke — 2011.